# Hirtodrosophila apicohispida
Hirtodrosophila apicohispida är en tvåvingeart som först beskrevs av Toyohi Okada 1973.  Hirtodrosophila apicohispida ingår i släktet Hirtodrosophila och familjen daggflugor. Inga underarter finns listade i Catalogue of Life.